# Плодородный полумесяц
Плодоро́дный полуме́сяц — условное название региона на Ближнем Востоке, в котором в зимние месяцы наблюдается повышенное количество осадков. Также называется «колыбелью цивилизации».
Название является переводом английского термина Fertile Crescent, введённого в научный оборот американским археологом Дж. Г. Брэстедом в его книге «Древние тексты Египта» (Ancient Records of Egypt) в 1906 году. Местность была так названа из-за её богатой почвы и формы (на карте), напоминающей полумесяц.
Состоит из Месопотамии и Леванта, который, в свою очередь, делится на историческую Сирию и историческую Иудею. Занимает современные территории Кипра, Ливана, Израиля, Сирии, Ирака, юго-востока Турции, юго-запада Ирана и Иордании.
Плодородный полумесяц считается первым из центров, где в процессе Неолитической революции зародились земледелие и скотоводство, появившиеся в каменном веке. Также он является местом древнейших известных городских культур мира (Мураивет, Нагар). В IV—I тыс. до н. э. здесь проживало более 10 % населения Земли.
Вместе с долиной Нила (Древний Египет) Плодородный полумесяц составляет колыбель современной цивилизации.
Согласно исследованиям американских учёных, два ключевых фактора, управлявших процессом первичной колонизации Плодородного полумесяца, — засухи и способность людей бороться с ними.
Раскопки в иранских горах Загрос, проведённые в 2013 году немецкими антропологами под руководством Симоны Риль из университета Тюбингена, показали, что сразу пять групп первых ближневосточных колонистов открыли секрет выращивания злаков независимо друг от друга примерно 9800 лет назад.

## География
С юга регион ограничен Сирийской и северо-аравийскими пустынями Саудовской Аравии, с юго-запада — Синаем, с запада — Средиземным морем, с севера — хребтом Тавр и Армянским нагорьем, а с востока — горами Загрос, которые исторически, как и дельту Нила, относят к Плодородному полумесяцу. Кроме Сирии включает Турецкий Курдистан, Иранские курдские провинции и курдский северный Ирак. Ближайшие орошаемые аллювиалы также включают в историко-экономический регион (дельта Нила, болотистые излучины Тигра и Евфрата, Карун в Иране).
Несомненно, реки и болота сыграли большую роль в возникновении цивилизации в Плодородном полумесяце, но они были не единственной причиной процветания района высокого плодородия. Область явилась «мостом» между другими районами Африки и Евразии. Эта связующая роль позволила Плодородному полумесяцу сохранить более обширное биоразнообразие, чем Европе или Северной Африке, где изменения климата во время ледникового периода привело к непрекращающемуся вымиранию из-за уменьшения размеров экосистем, чего нельзя сказать о водах Средиземного моря. В сочетании с миграцией населения Сахары через Египет этот средневосточный «мост из земель» имел крайне важное значение для интенсивного распространения флоры и фауны Старого Света, включая и расселение человечества после предполагаемого исхода из Индии предков европейцев (отвергаемого современной наукой и в настоящее время считающегося сомнительной теорией).
Тот факт, что эта область несёт на себе основную тяжесть тектонических расхождений между африканскими и арабскими плитами и сходящимися арабскими и евразийскими плитами, также сделал этот регион очень разнообразной зоной пустынного плоскогорья, высоких заснеженных гор, плодородных, аллювиальных бассейнов рек, что ещё сильнее увеличило биоразнообразие и способствовало развитию в доисторические времена видов, не найденных в других местах.

## Климат и растительность
Наличие в Плодородном полумесяце разнообразного климата, а также основные климатические изменения стимулировали эволюцию многих однолетних растений «r»-типа, которые производят более питательные семена, чем многолетние растения «K»-типа. Чрезвычайное разнообразие возвышенностей региона породило множество видов съедобных растений, которые удалось успешно культивировать при первых попытках земледелия. Важным фактором является и то, что в период зарождения сельского хозяйства в Плодородном полумесяце произрастали дикие прародители из восьми основных неолитических культур (то есть дикие предки пшеницы двузернянки, пшеницы однозернянки, ячменя, льна, нута, гороха, чечевицы и горькой вики) и боролись за существование предки четырёх из пяти наиболее важных видов домашних животных: коров, коз, овец и свиней, а лошадь привнесена кочевниками степей через Иранское нагорье.
Будучи местом обнаружения многочисленных останков и культурных артефактов древних и ранних современных людей (таких как, например, пещера Кебара в Израиле), охотников-собирателей позднего плейстоцена и полуоседлых охотников-собирателей эпипалеолита, эта область также является известнейшей благодаря археологическим раскопкам, связанным с зарождением сельского хозяйства. На территориях к западу от Иордана и верхнего течения Евфрата находятся первые известные неолитические земледельческие поселения (так называемый докерамический неолит (PPN)), датируемые примерно 9000 годом до н. э., включая такие доисторические поселения, как Иерихон. Этот регион, наряду с Месопотамией (простирающейся к востоку от Плодородного полумесяца, между реками Тигр и Евфрат), также был свидетелем появления ранних сложноустроенных человеческих сообществ в течение последующего бронзового века. В этом же регионе обнаружены ранние свидетельства зарождения письменности и формирования первых государств. За это его стали по праву именовать «колыбелью цивилизации».
Истоки обеих рек Тигра и Евфрата (к югу от озера Ван формируется водораздел верховий рек Тигр и Евфрат) находятся на Армянском нагорье, на территории нынешней Турции. Ежегодно земледельцам юга Месопотамии приходилось защищать свои поля от наводнений, и для спасения от них они строили дамбы, в то время как в северной Месопотамии сельское хозяйство было обеспечено за счёт достаточно умеренных дождей.
Уже в бронзовом веке естественное изобилие региона было дополнительно расширено за счёт ирригационных работ, от которых и по сегодняшний день продолжает зависеть бо́льшая часть сельскохозяйственного производства. За последние два тысячелетия ирригационная система региона неоднократно претерпевала спад и восстановление. При смене народов и государств предыдущие работы приходили в упадок или изменялись последующими поколениями. Одной из важнейших проблем сельского хозяйства в регионе является засоление — в почвах с долгой историей орошения наблюдается постоянное повышение концентрации соли и других минералов.
В современную эпоху пресные речные воды остаются потенциальным источником конфликтов в данном регионе. Река Иордан лежит на границах Израиля и Иордании, а около четверти реки Евфрат, от которой в значительной степени зависит сельское хозяйство находящегося в низовьях Ирака, контролируется Турцией и Сирией.